# Beech Mountain
Beech Mountain es un pueblo ubicado en los condados de Avery y de Watauga en el estado estadounidense de Carolina del Norte. En el año 2000 tenía una población de 310 habitantes y una densidad poblacional de 18 personas por km².

## Geografía
Beech Mountain se encuentra ubicado en las coordenadas 36°12′23″N 81°52′59″O / 36.20639, -81.88306.

## Demografía
Según la Oficina del Censo en 2000 los ingresos medios por hogar en la localidad eran de $47.500, y los ingresos medios por familia eran $52.813. Los hombres tenían unos ingresos medios de $32.031 frente a los $22.000 para las mujeres. La renta per cápita para la localidad era de $26.799. Alrededor del 2.8% de las familias y del 8.5% de la población estaban por debajo del umbral de pobreza.